# Serveis Ferroviaris de Mallorca
Serveis Ferroviaris de Mallorca (SFM) és una empresa pública, creada l'any 1994, que s'encarrega de l'explotació de les línies de ferrocarril de via estreta de Mallorca, tret del Ferrocarril de Sóller. Altrament, és l'operador del metro de Palma i participa del consorci Trambadia, amb l'ajuntament de Palma. L'empresa és dirigida per un gerent de designació directa pel conseller d'Agricultura, Medi Ambient i Territori del Govern de les Illes Balears.

## Serveis

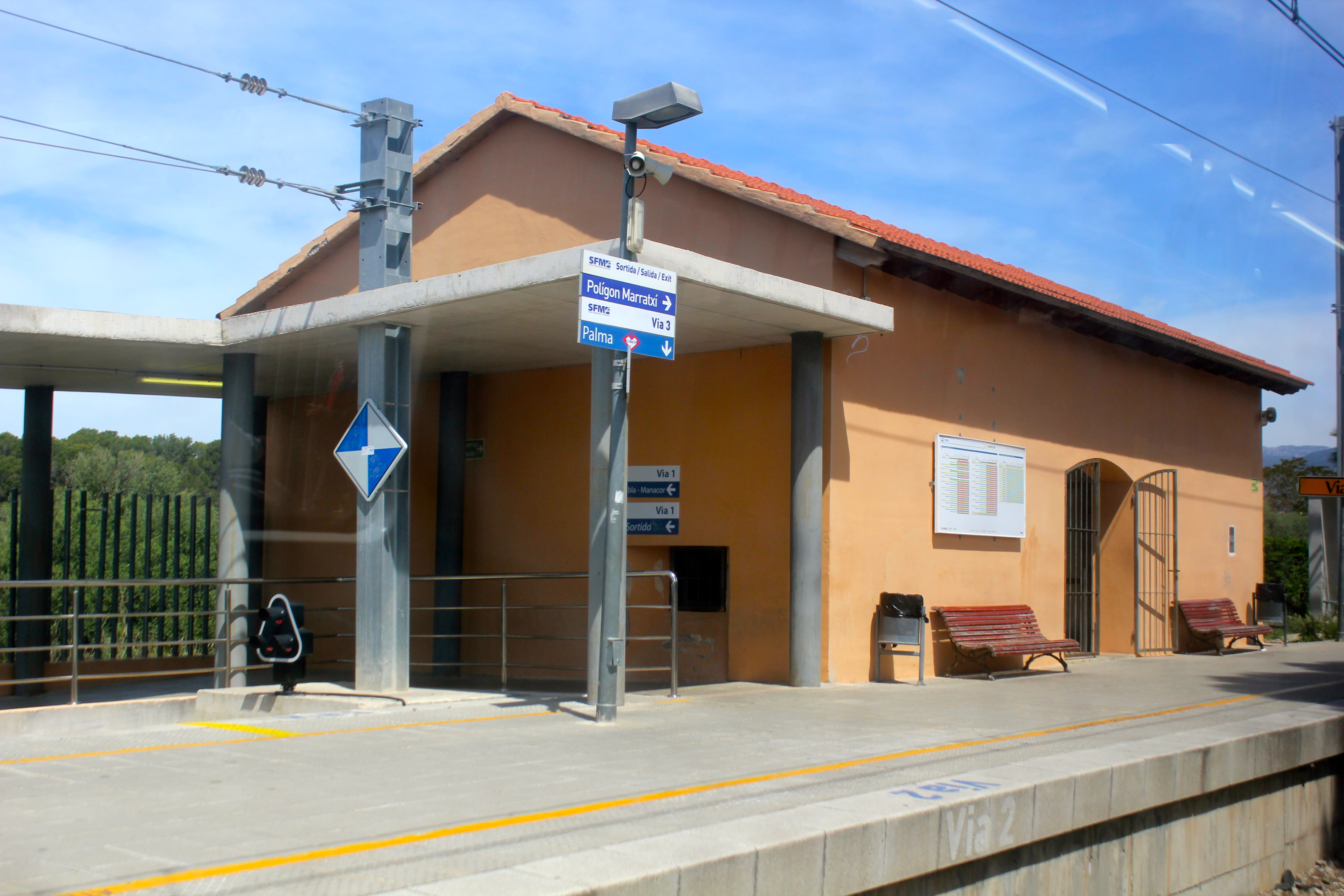
Estació de Marratxí

### T1 Tren Inca
Aquest servei de tren circula sobre la línia homònima que l'empresa Ferrocarrils de Mallorca construí l'any 1875. Recorre els 25 quilòmetres de la línia en 34 minuts, fent aturada a totes les estacions; o en 25 minuts amb el Servei Express, que només realitza aturades a Palma-Marratxí-Inca.

### T2 Tren sa Pobla
Les expedicions cap a sa Pobla es realitzen a través de la línia Palma-Inca i del ramal entre Inca, Enllaç i sa Pobla. Té una llargària d'uns 45 quilòmetres i triga 46 minuts a fer el trajecte.

### T3 Tren Manacor
Les expedicions cap a Manacor es realitzen a través de la línia Palma-Inca i de la línia Enllaç i la capital del Llevant. Té una llargària d'un poc més de 60 quilòmetres i s'hi torba 59 minuts a fer el recorregut.

## Metro de Palma
El Metro de Palma fou un projecte anunciat l'any 2004 per l'aleshores president del govern balear, Jaume Matas, aprofitant les obres del soterrament de les vies a Palma.
El suburbà fou posat en servei el 25 d'abril de 2007, però un seguit d'inundacions en el mesos d'estiu provocaren que el govern acabat de nomenar per Francesc Antich tanqués provisionalment la línia el 23 de setembre del mateix any. Després d'esmenar les deficiències, es reobrí el 28 de juliol de 2008.
L'any 2013 es posà en funcionament una segona línia, aprofitant un bocí de la xarxa de tren de rodalíes entre Palma i Marratxí, però en 2022 va deixar de prestar el servei, reincorporant-se a Rodalies.
Estacions de metro, a la capital balear:

### Estacions línia M1
- Estació Intermodal Pl. Espanya
- Jacint Verdaguer
- Son Costa/Son Fortesa
- Son Fuster Vell
- Son Castelló
- Gran Via Asima
- Camí dels Reis
- Son Sardina
- UIB

### Estacions línia M2 (2013-2022)
- Estació Intermodal Pl. Espanya
- Jacint Verdaguer
- Son Costa/Son Fortesa
- Son Fuster
- Verge de Lluc
- Es Pont d'Inca
- Es Pont d'Inca Nou
- Polígon de Marratxí
- Marratxí

## Material ferroviari disponible
Serveis Ferroviaris de Mallorca opera a dues línies de via estreta. Des de la creació de la companyia s'han utilitzat automotors de la marca CAF, denominades Sèrie 61, de les quals SFM ha demanat tres remeses, als anys 1995, 2002 i 2005. Són capaces de recórrer les vies a una velocitat mitjana d'uns 80 km/h.
Actualment, tota la xarxa de ferrocarril ja és electrificada, cosa per la qual els automotors han de ser de tracció són gairebé tots elèctrics.

## Freqüències
Des que SFM va assumir la gestió del ferrocarril, s'han anat ampliant notablement les freqüències de pas, en un primer moment entre les estacions de Palma i Marratxí, i posteriorment a Inca, l'any 2008. Actualment i tret dels dissabtes, diumenges i festius; les freqüències són d'aproximàdament 20 minuts a Inca i d'1 hora a sa Pobla i a Manacor.

## Afluència de passatgers
Des de les darreres millores que s'han fet a la línia el nombre d'usuaris ha augmentat notablement: es calcula que el 10% dels desplaçaments que es fan en el corredor Palma-Inca es fan amb el ferrocarril i s'espera arribar a un 25% en els pròxims anys. Així i tot, les línies són encara econòmicament deficitàries. Segons fonts del Govern de les Illes Balears, el 2005 l'empresa tingué més de tres milions de passatgers, el que suposa un augment del 25% en la relació passatger-quilòmetre. El tram Palma-Inca fou el de més demanda, amb 1.544.674 viatgers, seguit del tram Palma-Marratxí, amb 753.865 passatgers.

## Història

### 1994-2000 Inicis i primers projectes
L'empresa va néixer el 1994 després que el Govern de les Illes Balears rebés les competències en matèria de gestió i control dels ferrocarrils públics de via estreta de Mallorca. Fins aleshores, l'empresa encarregada de la gestió d'aquests ferrocarrils era FEVE, de titularitat estatal. Aquesta empresa s'havia fet càrrec de les línies de ferrocarril de via estreta de Mallorca després que aquestes (excepte la línia de Sóller) fossin nacionalitzades el 1951. Des d'aleshores el ferrocarril havia patit una etapa negra a causa de la falta de mitjans i de pressupost que l'havia obligat a tancar línies (fins que a partir de 1981 la xarxa es reduí a una única línia entre Palma i Inca) i a racionalitzar els serveis.
Per tot això, una de les prioritats de l'empresa des de la creació ha estat la recuperació del ferrocarril, tot millorant els serveis i les instal·lacions i reobrint línies que havien estat tancades. S'augmentà el pressupost i es millorà la seguretat de la via i es construïren uns nous tallers de reparació a Son Rutlan (Palma). Es reformà l'estació de Palma i s'obriren noves estacions per a donar servei als nous nuclis de població sorgits després de l'explosió demogràfica dels anys 60. També es renovà completament la flota amb automotors de la marca basca CAF, tot venent els antics automotors Ferrosthal a l'Argentina.
El 1997, durant el primer govern Matas es varen realitzar les obres de reobertura de la línia de sa Pobla, tancada des de 1981, tot i que la inauguració oficial es va produir a la següent legislatura, es va organitzar una inauguració oficiosa per a la qual es va estendre una part de la via ferria de manera provisional, que posteriorment va haver de ser retirada.

### 2000-2003 El primer pacte de centreesquerra
En gener de 2001 es van recuperar les parades de Llubí, Muro i sa Pobla, en març de 2001 es va afegir l'estació de Polígon de Marratxí, i en agost de 2001 l'estació de Pont d'Inca Nou. El principal projecte del primer pacte, va ser la remodelació i reobertura de l'antiga línia Enllaç-Manacor, que tornà a ser operativa dia 12 de maig de 2003. Però un descarrilament un any després de la reobertura, obligà a tornar a tancar la línia prop d'un any, en el qual es fixaren talussos i es rehabilità l'estació del municipi de Sant Joan, malgrat aquestes obres, la caiguda d'un mur provocà un nou descarrilament el maig de 2010, qu va tornar a obligar a tancar la via.

### 2004-2007 L'era Matas, el soterrament de les vies i el metro
Entre els anys 2004 i 2007 es feren obres de soterrament de la línia de ferrocarril en el tram comprès entre les estacions de Palma i Son Costa-Son Fortesa, que abans eren dues estacions en superfície (la segona amb el nom de Son Oliva).
Alhora que soterraven les vies que dividien certs barris de Palma, es construïen tres noves estacions subterrànies: Son Costa-Son Fortesa, Jacint Verdaguer i una altra, l'Estació Intermodal que substituiria l'antiga en superfície que esdevindria un nus intermodal on conflueixen actualment el servei de tren, metro i línies interurbanes d'autobús.
Aquesta obra fou molt polèmica mentre es construïa, atès que obligà a desmantellar el Parc de les Estacions (inaugurat el 1999) i es va aprofitar l'obra per a convertir el carrer de Jacint Verdaguer en un corredor per a vehicles al centre de la ciutat. Els veïns, per contra, proposaven la construcció d'un nou parc urbà que ocuparia els terrenys compresos entre la plaça d'Espanya i el final del carrer de Jacint Verdaguer, devora la Via de Cintura. A més a més, durant les obres, el govern municipal de Catalina Cirer (PP) ordenà enderrocar l'anomenat Pont del tren, construït per l'arquitecte Bennàssar, fet que provocà reaccions de censura per part d'associacions de veïns, ecologistes i conservacionistes.
Entre 2006 i 2007 es construí una nova estació entre Marratxí i Santa Maria del Camí, la de Festival Park, que actualment s'anomena Es Caülls.
Durant l'any 2007, la creació del Consorci de Transports de Mallorca suposà l'inici de la implantació del sistema tarifari integrat. Per això, es feren millores tecnològiques a les vies i s'instal·laren màquines expenedores de bitllets i cancel·ladores amb sistema de lectura òptica a totes les estacions preparades per a llegir les noves targetes electròniques. Per a fer possible aquest sistema, es creà la targeta intermodal. No obstant això, aquest sistema ha rebut moltes crítiques arran del fet que no s'ofereixen títols de transport adequats a les necessitats dels usuaris, com també que aquest sistema de peatge no és compatible amb el que disposa l'EMT.

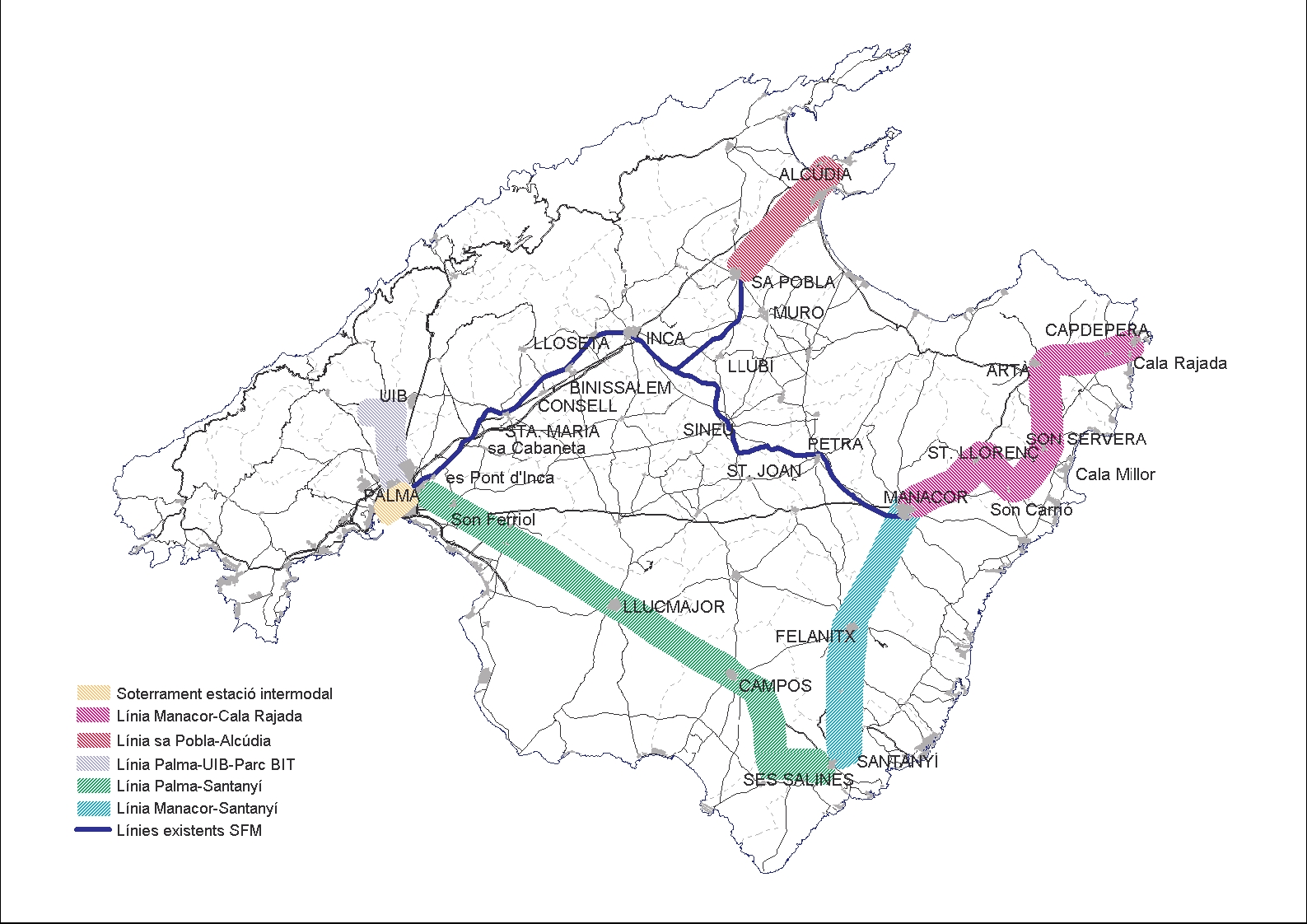
Previsions ferroviàries del Pla director de transports de les Illes Balears

### 2007-2010 El segon pacte de centreesquerra
La formació del govern de centreesquerra presidit per Francesc Antich, que apartà el Partit Popular del poder autonòmic, comportà el nomenament de Gabriel Vicens del PSM, com a conseller responsable de l'àrea, essent el gerent de l'empresa Jaume Jaume, del PSIB-PSOE.
Els principals projectes de Vicens han estat la integració tarifària del ferrocarril amb la resta del transport públic interurbà de Mallorca, l'electrificació de totes les línies, l'extensió de la xarxa i la dotació de recursos humans tècnics a l'empresa, que n'era molt deficitària. Així mateix ha signat, per primera vegada en la història, un conveni d'infrastructures ferroviàries amb el govern central que ha permès injectar 443,75 milions d'euros a SFM.
Per contra, ha hagut de fer front a greus incidents ferroviaris entre els quals destaca la inundació del Metro i el descarrilament del tren a Manacor de maig de 2010, tots a causa d'errors de disseny de construcció en anteriors legislatures. També ha hagut de fer front a un greu conflicte laboral que ha portat a diverses vagues.

#### Actuacions de la legislatura

##### Obres per a la via doble fins a l'estació d'Enllaç
Aquest projecte ha consistit a duplicar quatre quilòmetres de via en el tram Inca-Estació d'Enllaç amb l'objectiu d'eliminar el coll de botella que hi suposa la via única, on hi coincidien tant la línia de sa Pobla com la de Manacor, i així agilitzar el trànsit de trens. Les obres començaren a final de 2008 i s'inauguraren el 3 d'octubre de 2009.

##### Reobertura de línia d'Artà

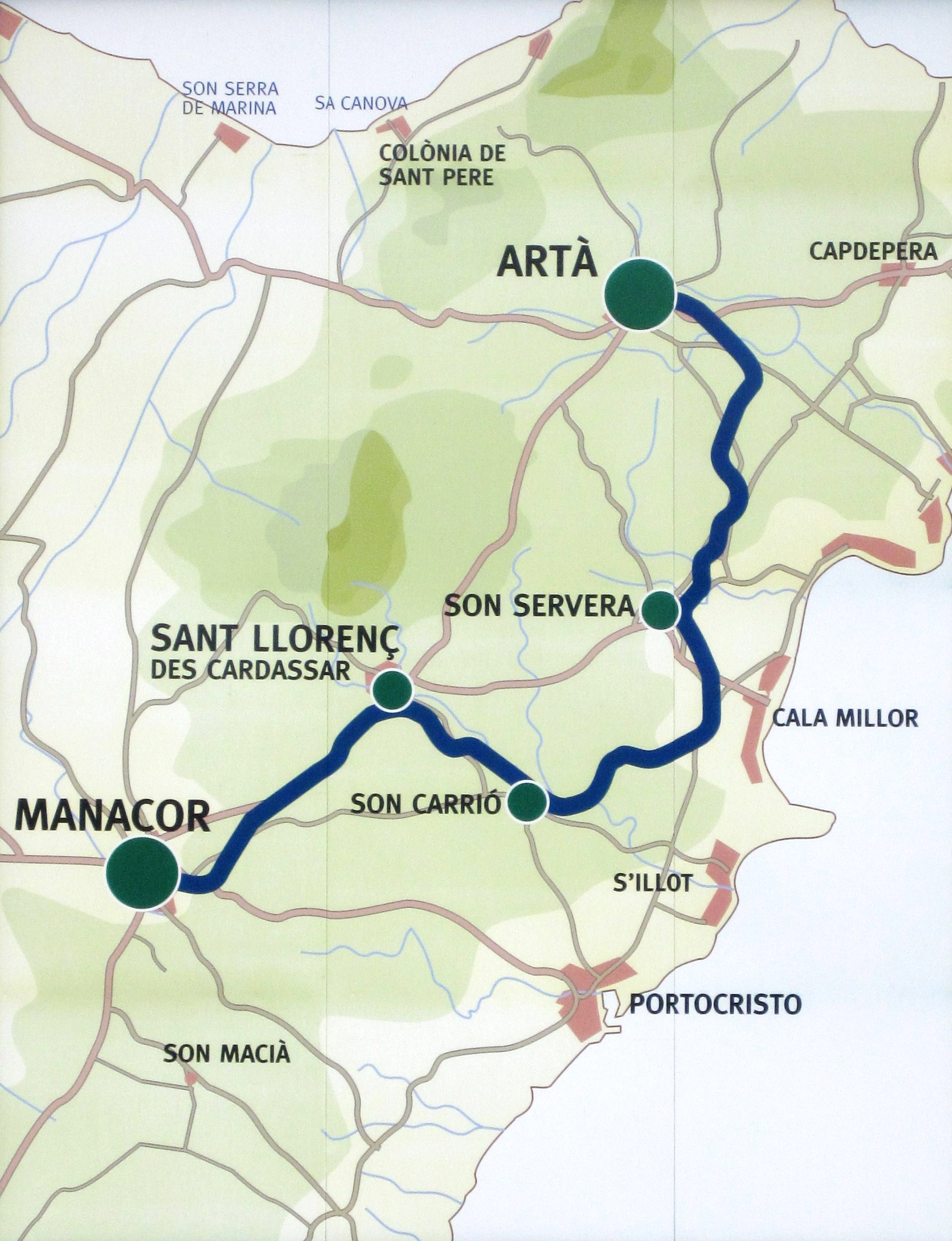
Línia Manacor-Artà

Un dels projectes estrella actualment és la reobertura de la línia Manacor-Artà, tancat per FEVE l'any 1977. És un projecte àmpliament reclamat per la societat civil de la comarca de Llevant amb successives marxes reivindicatives. Però el projecte topa amb esculls tècnics, atès que la línia ha de travessar l'interior del nucli de Manacor. Si es triava continuar el mateix tipus d'infraestructura de la línia Palma-Manacor i el mateix material mòbil hi havia dues opcions: tornar a crear una barrera (fet que provocà el rebuig taxatiu de l'ajuntament i de la ciutadania) o soterrar la via (circumstància que la conselleria va qualificar de costosa i d'execució molesta. Per això, Mobilitat va anunciar l'alternativa que consistia a implantar el sistema tren tramvia per a la línia, que permet que en traçat interurbà funcioni com un tren convencional i en traçat urbà, com el de Manacor, funcioni com a tramvia, amb els avantatges que comporta, tant estèticament com funcionalment. Això no obstant, la solució del traçat no està concretat, arran de l'oposició del Partit Popular i d'Unió Mallorquina a Manacor. És per això que el projecte es divideix en dos trams, el de dins de Manacor, d'1,8 km, i la resta de la línia. La col·locació de la primera travessa, que va donar lloc a l'inici de les obres, es realitzà el 23 de març de 2010, i es preveu que les obres durin entre 14 i 18 mesos. El projecte va ser abandonat pel govern popular de José Ramón Bauzá per falta de liquiditat. El traçat va ser transformat en via verda el 2014.

##### Projecte la nova línia d'Alcúdia
El perllongament de la línia de l'estació de sa Pobla cap a la ciutat d'Alcúdia és un dels altres projectes importants de la legislatura, però el projecte, que defensava fer passar el tren per l'anomenat corredor nord per Son Fe, paral·lel a l'actual carretera Ma-13, va topar amb l'oposició de l'ajuntament d'Alcúdia i de grups de pressió que defensen que la millor solució és l'anomenat corredor sud que passa a tocar de l'Albufera i acaba prop de la central tèrmica d'Es Murterar, sense penetrar dins el nucli d'Alcúdia, criticat per la conselleria i grups com el GOB o una plataforma a favor del corredor nord.
La manca de consens ha obligat el conseller Vicens a paralitzar el perllongament i traslladar la inversió del Conveni Ferroviari a altres projectes, principalment l'electrificació de tota la xarxa. No obstant això, s'executarà la part del projecte que modifica la ubicació de l'estació de sa Pobla, fora de la ronda de circumval·lació (inacabada per aquest motiu), i una estació intermodal que permeti integrar el transport per carretera i el ferroviari de la zona nord-est de l'illa, i que en el futur ha de facilitar-ne la prolongació.

##### Electrificació i renovació de flota
La conselleria de Medi Ambient i Mobilitat ha engegat la completa electrificació de la xarxa ferroviària de Mallorca, cosa que ha estat possible una vegada reassignats els recursos que el conveni ferroviari, subscrit amb el Govern central, preveia destinar a l'ampliació de la línia de sa Pobla fins a Alcúdia.
Dia 5 de maig de 2010 s'inauguraren les obres d'electrificació de la línia ferroviària de Palma fins a l'enllaç, en tres fases, Palma-Tallers de Son Rullan; Son Rullan-Enllaç i tres subestacions elèctriques. Per tal de prestar el servei electrificat SFM va adquirir 13 noves unitats elèctriques per substituir les unitats dièsel. La primera unitat arribà a Palma el 4 de desembre de 2010. Els nous tallers instal·lats a l'estació de Son Rullan es van inaugurar en 23 de febrer de 2011 amb una inversió de 4.228.000 euros, i el 24 de febrer de 2012 es van concloure les obres electrificació entre Palma i l'estació d'Enllaç, donant pas a unitats elèctriques de la sèrie 81 de SFM per cobrir aquest trajecte, realitzant-se a Enllaç els transbords a unitats dièsel fins a l'estació de sa Pobla i l'Estació de Manacor, fins que es va completar la total electrificació de la xarxa el 8 de gener de 2019.

##### Estudis d'alternatives
En compliment del Pla director de transports, la Conselleria de Medi Ambient i Mobilitat ha licitat l'elaboració dels estudis d'alternatives per tal d'ampliar la línia des d'Artà fins a Cala Rajada; i, el juny 2009, el de la línia de migjorn que ha d'unir Palma amb Manacor, pel migjorn de Mallorca (passant per Llucmajor, Campos, ses Salines, Santanyí i Felanitx)

## Projectes de futur
A més d'elaborar i executar els projectes que es troben en fase d'estudi (sa Pobla-Alcúdia; Manacor-Artà-Cala Rajada i línia de migjorn), manca definir una bona part dels projectes tramviaris prevists al Pla director de transports (Palma-Santa Ponça i Port de Pollença-Can Picafort), en els quals està per definir la participació de Serveis Ferroviaris de Mallorca.